# ستيفن نايلور
ستيفن نايلور (14 مارس 1977 في المملكة المتحدة - )  (بالإنجليزية: Steven Naylor)‏ هو لاعب كريكت بريطاني. لعب مع Berkshire County Cricket Club ‏ وBuckinghamshire County Cricket Club ‏.